# Galadriel
Galadriel je postava elfské vládkyně z knih Silmarillion a Pán prstenů J. R. R. Tolkiena.

## Původ
Rodokmen Galadriel sahá (v pouhých dvou generacích) k nejstaršímu králi elfského rodu Noldor – Finwëmu, byla dcerou jeho třetího syna Finarfina. V době děje Pána prstenů se tedy jednalo o jednu z nejstarších, a rozhodně o nejvznešenější elfskou nebo lidskou postavu ve Středozemi, čemuž odpovídala i její moc (smrtelnými lidmi označovaná za kouzelnou).

## Život

### Galadriel v Prvním věku
Podle zpěvu Quenta Silmarillion dosáhla Galadriel dospělosti ještě za pobytu Noldor v Blažené říši Amanu ve věku před prvním úsvitem Slunce a Měsíce. Patřila mezi vůdčí osobnosti Vzpoury Noldor, i když neměla sama přímou účast v žádném z nejhorších činů, které byly během této vzpoury spáchány (vizte Zabíjení rodných v Alqualondë). Po zrádném spálení lodí v zátoce Losgar Fëanorem patřila Galadriel spolu se svými bratry, strýcem Fingolfinem a jeho syny mezi vůdce těch, kdo se přes tuto zradu dostali pěšky přes ledová pole na nejvzdálenějším severu do Středozemě a zúčastnili se Beleriandských válek Noldor proti Morgothovi v Prvním věku.
Během první relativně úspěšné fáze válek přebývala převážně v domě svého bratra Finroda, při jedné z návštěv v Thingolově říši Doriath se však zamilovala do svého budoucího manžela Celeborna a zůstala v Doriathu. Zde se stala učednicí a nejbližší přítelkyní Thingolovy manželky Melian, která díky svému božskému původu (jednalo se o jednu z Maiar – nižších bohů Ardy). Odtud pochází podle všeho převážná část její později ještě zdokonalené kouzelné a věštecké moci.
Po ukončení Beleriandských válek a zajetí Morgotha byla Galadriel jedním z mála žijících členů královského rodu Noldor, který se nevrátil s vítězným vojskem do Amanu, ale setrval ve Středozemi – v případě Galadriel to byly celé další dva věky. Láska k Celebornovi (který nechtěl opustit Středozem) a možná i její pýcha jí místo toho vedla na východ, přes Lindon.

### Galadriel ve Druhém věku
Na začátku Druhého věku Celeborn a Galadriel bydleli u jezera Nenuial a fakticky vládli Eriadoru. Během té doby se jim narodil syn Amroth. Časem ale Galadriel získala pocit, že se na východě znovu objevuje nějaké nebezpečí (nemohla ještě pojmenovat Saurona, ale byl to on) a proto někdy kolem roku 700 Druhého věku odešli dále na východ a založili říši Eregion na západní straně Hithaeglir, poblíž trpasličí Khazad-dûm. Ta se stala známou svými kováři a řemeslníky, nejznámější mezi nimi byl Celebrimbor.
Sauron viděl v Eregionu hrozbu, ale nemohl si dovolit na něj přímo zaútočit. Proto kolem roku 1200 přišel sám, v přestrojení, a učil Noldor tajnostem kovářského řemesla. Přitom je přesvědčil, aby se chopili moci a Galadriel vyhnali – odešla na východ do Lórinandu. Tehdy Noldor se Sauronovou pomocí vytvořili Prsteny moci. Poté Sauron odešel a vytvořil Jeden prsten, elfové poznali, že je zradil a prsteny ukryli. Jeden ze tří nejmocnějších, Nenyu, prsten vody, dostala právě Galadriel, ale až do pádu Saurona ve válce Posledního spojenectví ho nemohla používat.

### Galadriel ve Třetím věku
Eregion byl roku 1695 Sauronem zničen a bylo rozhodnuto ho neobnovovat, Galadriel tedy zůstala v Lórinandu. Ve Třetím věku jí tam Nenya umožnila vybudovat na východ od Mlžných hor na březích řeky Anduiny chráněnou říši Lothlórien, kde „nic nepodléhalo času a rozkladu“, a která připomínala elfí království z Prvního věku. Galadriel a Celeborn, ani jejich lid se během Druhého a Třetího věku neúčastnili válek elfů a lidí proti Morgothovu následníkovi Sauronovi, omezili se na ochranu hranic vlastní říše. Galadriel byla přesto pro svou moudrost členkou Rady Moudrých, kde se shromáždili nejmocnější z elfích knížat a čarodějů ve společném úsilí o odpor proti Sauronovi.
V knize Pán prstenů je zmiňováno, že Galadriel se na dálku, magickou silou, potýkala s myslí samotného Saurona a byla schopná svými schopnostmi násobenými mocí svého prstenu nejen odvracet Sauronovo oko od své říše a jejího okolí, ale navíc v omezené míře zkoumat mysl Saurona a předvídat některé z jeho plánů.
V první části, Společenstvu Prstenu, Galadriel ve svém domě hostila členy Společenstva, kteří se dostali z Morie. Při jejich setkání v jejím stromovém domě jménem Caras Galadhon, testovala mysl každého ze Společenstva o tom, jací jsou a jaké je jejich rozhodnutí. Boromir tento test považoval za pokušení. Ale i samotná Galadriel byla zkoušena, a to když jí Frodo Pytlík nabízí Jeden prsten. Galadriel si ale uvědomila, že tak obrovská síla by ji učinila velkou a strašnou a nevěstilo by to nic dobrého. Ve zkoušce uspěla, Prsten odmítla a rozhodla se „zmenšit“, předat vládu ve Středozemi lidem a odplout do Valinoru. Před odjezdem Společenstva dala Galadriel každému členu elfí plášť, vybavení včetně lodí a každému speciální dárek od ní.
Krátce po odjezdu Společenstva přilétl orel Gwaihir, nesoucí Gandalfa po boji s balrogem. Galadriel ho vyléčila a oblékla ho do bílé barvy, čímž dala najevo, že se stává vůdcem Istari. Během posledních bitev Války o Prsten, byl Lórien třikrát obléhán vojsky Dol Gulduru, Lórien ale útokům odolal a Galadriel prohlásila, že Lórien dobyt nebude, leda by přišel sám Sauron.
Po porážce Saurona se Celeborn, manžel Galadriel, vydal s vojskem do Dol Gulduru a zaútočil na něj společně s armádou krále Thranduila. Když byla pevnost dobyta, Galadriel ji sama zničila svou mocí a na jejím místě vytvořila nádhernou zahradu. Poté se Galadriel rozhodla ze Středozemě odejít, opustila ji jako největší z Eldar ve Třetím věku.
Společně s Elrondem, Gandalfem, Círdanem a hobity Bilbem a Frodem Pytlíkovými odplula Galadriel na Poslední lodi přes Velké moře, tato událost je považována jako konec Třetího věku. Galadriel zároveň opouští Celeborna (Tolkien se v tomto liší od filmové verze Petera Jacksona, kde Celeborn odplouvá s Galadriel) a odplouvá do Valinoru.

## Charakteristika
Bylo řečeno, že Galadriel měla podle míry Dúnadanů výšku muže, naznačuje výšku 6 stop, 4 palce (kolem 193 cm). Hlavním jejím znakem jsou její dlouhé, stříbrno-zlaté vlasy. Byly zlaté jako vlasy její pramáti Indis, která byla Vanya; byly však dotčeny vzpomínkou na hvězdnou stříbřitost její matky. Elfové z Tirionu řekli, že v jejích vlasech je obsažena záře Dvou stromů, Laurelinu a Telperionu.
Povaha Galadriel je vyjadřována jako smíšena z příbuzenstva Eldar. Galadriel byla pyšná a ctižádostivá jako Noldor, ale zmírněná jemností Vanyar. Tuto povahu sdílela se svými příbuznými, otcem Finarfinem a bratrem Finrodem.
Při setkání s Gimlim, synem Glóinovým, dala tomuto trpaslíkovi Galadriel své 3 vlasy, jako onen speciální dar od ní, na žádost Gimliho. Bylo to tím podivnější, že její vlasy byly považovány za div již ve Valinioru a sám Feänor ji mnohokrát žádal o pramen – nedala mu však ani jeden vlas. Její sympatie ke Gimlimu, jedinému trpaslíkovi, který vkročil do Lothlórienu, dokonce znamenaly to, že připustila trpaslíkům vstup do elfského království, čímž si získala Gimliho srdce navždy. Kromě své laskavosti byla také velice inteligentní a moudrá.
Galadriel, považovaná za nejmocnějšího elfa ve Středozemi a nejmocnější eldarskou ženu vůbec, vládla nezměrnou mocí, se kterou dokázala čelit dokonce samotnému Sauronovi. Velká část její moci a schopností pravděpodobně pochází z učení její přítelkyně Melian. Od narození byla známá pro svou jedinečnou schopnost nahlédnout do srdcí druhých, se kterou dokázala odhalit jejich pravé úmysly, které však až na výjimky soudila se soucitem a porozuměním. Podle Tolkiena byla ve Valinoru konkurencí pro muže i ženy jak ve vědě, tak v atletice. Stejně jako Elrond i ona byla mistrem osenwa (řeč myšlenek) – uměla telepaticky komunikovat na velké vzdálenosti a libovolně číst v myslích ostatních. Měla věštecký dar, se kterým dokázala – hlavně pomocí svého zrcadla – vidět minulost i zachytit záblesky budoucnosti. Pravděpodobně vládla i druhem palebné moci, protože dokázala společně se členy Bílé rady vyhnat Saurona z Dol Gulduru a o mnoho let později také pevnost sama vyhladila do základů. Byla také zkušená léčitelka, což dokázala, když uzdravila Gandalfa po bitvě s balrogem.

## Adaptace

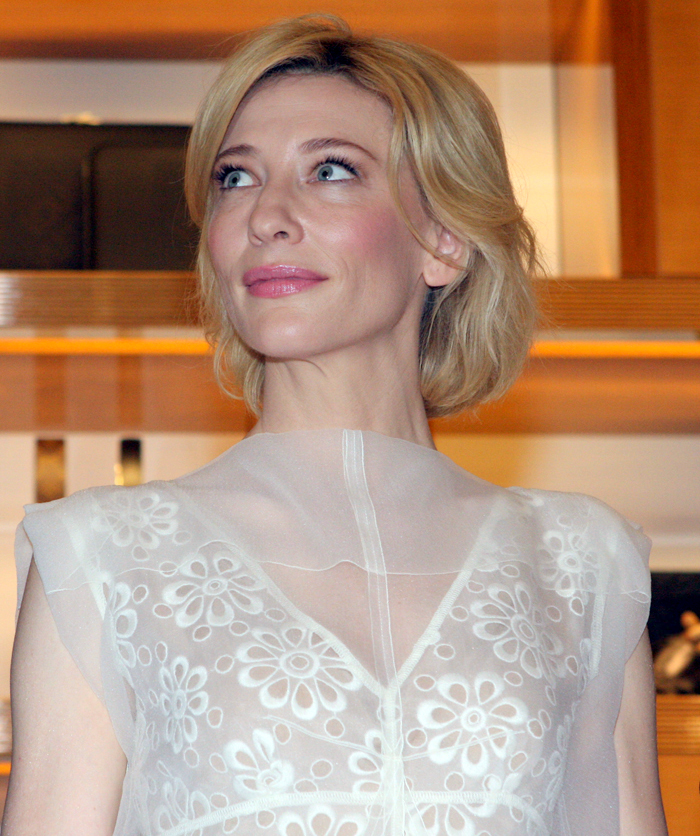
Australská herečka Cate Blanchettová, představitelka Galadriel z filmů režiséra Petera Jacksona

Galadriel se objevila poprvé v adaptaci Ralpha Bakshiho z roku 1978, kde ji dabovala Annette Crosbie, v rádiové adaptaci z roku 1981 ji namluvila Marian Diamond.
Ve filmové trilogii režiséra Petera Jacksona hraje Galadriel herečka Cate Blanchett (český dabing Simona Postlerová). V této adaptaci se Galadriel objevuje hned na úplném začátku, když vypráví Prolog. V něm mluví o vykování Prstenů moci a o Posledním spojenectví lidí a elfů. Podle původních plánů měl tento prolog vyprávět buď Frodo nebo Gandalf, ale obě varianty byly nakonec vyloučeny: Frodo nežil v době, kdy se tyto věci udály a ani o nich nic nevěděl. Gandalf zase v té době ještě ve Středozemi nebyl, čarodějové přišli až o 1000 let později. Galadriel v té době žila, a tak nakonec byla vybrána její postava, aby vyprávěla Prolog.
Později je Galadriel ve filmu vidět, jak telepaticky komunikuje s Elrondem (pravděpodobně díky Třem Prstenům, které opatrují). Galadriel ale používá myšlenkové spojení i v jiných situacích, například když Frodo vstupuje do Lórienu, slyší hlas Galadriel ve své hlavě.

## Jména a tituly
Galadriel dostala od otce jméno Artanis („ušlechtilá žena“) a od matky Nerwen („muž-dívka“), což mělo značit její výšku a sílu. Jméno Galadriel je přeloženo z telerinského jména Alatáriel, a toto jméno jí dal Celeborn, díky jejím dlouhým stříbrno-zlatým vlasům.